# Конрад II (Олденбург)
Вижте пояснителната страница за други личности с името Конрад II.
Конрад II фон Олденбург (на немски: Conrad II von Oldenburg; * 1342; † 1401) е граф на Олденбург.

## Биография
За него има сведения в документи от 1342 до 1401 г. Той е син на граф Конрад I фон Олденбург (1300 – 1368) и съпругата му графиня Ингеборг фон Холщайн-Пльон-Зегебург (1316 – 1343), дъщеря на граф Герхард IV фон Холщайн-Пльон-Зегебург и графиня Анастаия фон Шверин-Витенбург. Брат е на Кристиан V (ок. 1340 – 1399).
Конрад II има от 1347 г. участие в управлението на Олденбург с неговия братовчед Йохан IV. След неговата смърт през 1356 г. той управлява сам до 1368 г., след това заедно с брат му Кристиан V.
По времето на Конрад II от 1386 г. започва експанзията на Олденбургите във Фризия. След смъртта му неговият син Мориц става граф през 1401 г.

## Фамилия
Конрад II се жени за Кунигунда фон Дипхолц. Те имат децата:
- Йохан (ок. 1378 – ок. 1393)
- Юта (+ 1418)
- Кунигунда, омъжена за граф Йохан II фон Дипхолц († 20 ноември 1422)
- Мориц IV (II) фон Олденбург (ок. 1360/1380 – 1420), граф на Олденбург, женен за Елизабет фон Брауншвайг-Люнебург (ок. 1360 –1420)

Той има също извънбрачен син Йоханес, който става първият ректор на капелата Йоханес в Олденбург.